# Asiracina badia
Asiracina badia är en insektsart som först beskrevs av Frederick Arthur Godfrey Muir 1920.  Asiracina badia ingår i släktet Asiracina och familjen sporrstritar. Inga underarter finns listade i Catalogue of Life.